# NGC 6213
NGC 6213 is een spiraalvormig sterrenstelsel in het sterrenbeeld Draak. Het hemelobject werd op 25 juni 1887 ontdekt door de Amerikaanse astronoom Lewis A. Swift.

## Synoniemen
- MCG 10-24-30
- ZWG 299.17
- PGC 58778